# TV Hoeksche Waard
TV Hoeksche Waard is de publieke tv-omroep voor de gemeente Hoeksche Waard. TV Hoeksche Waard zend uit onder verantwoording van Stichting Omroep Hoeksche Waard.
De uitzendingen zijn 24 uur per dag te ontvangen via het kabelnet van Ziggo met Digitale Televisie en via verschillende internet aanbieders. 
Halverwege 2018 waren de uitzendingen van TV Hoeksche Waard gestopt maar in 2020 weer opgestart.